# Isofezolac
Isofezolac (chimicamente acido 1,3,4-trifenilpirazolo-5-acetico, nella fase sperimentale noto con la sigla LM 22102) è una molecola appartenente alla classe dei farmaci antinfiammatori non steroidei (FANS). La molecola deriva dall'acido acetico ed è dotata di proprietà antinfiammatorie, antipiretiche ed analgesiche. Negli studi sperimentali il farmaco evidenziava un'attività, dose dipendente, pari a quella dell'indometacina nei test sui modelli sperimentali acuti di infiammazione, per esempio sull'edema della zampa posteriore indotto dalla carragenina ed altri irritanti.

## Farmacodinamica
Il meccanismo d'azione di isofezolac è da mettere in relazione con le sue proprietà inibitorie della biosintesi delle prostaglandine. La ridotta sintesi di prostaglandine è secondaria alla inibizione da parte del farmaco dell'enzima prostaglandina-endoperossido sintasi nota anche come ciclossigenasi

## Farmacocinetica
Il legame di isofezolac con le proteine plasmatiche è estremamente elevato (99% circa) e non viene influenzato dalla assunzione concomitante di acido acetilsalicilico.

## Tossicità
La DL50 per via orale è pari a 215 mg/kg nel topo e 13 mg/kg nel ratto.

## Usi clinici
Il farmaco è utilizzato nel trattamento del dolore, da lieve a moderato.

## Sintesi

ChemDrug Sintesi: Brevetto: